# 2189 Zaragoza
2189 Zaragoza eller 1975 QK är en asteroid i huvudbältet som upptäcktes den 30 augusti 1975 av Félix Aguilar-observatoriet. Den är uppkallad efter Aldo Zaragoza.
Asteroiden har en diameter på ungefär 6 kilometer.